# Соловйов Микола Сергійович
Соловйов Микола Сергійович (народився 4 червня 1995 р., м. Харків) - підполковник Збройних Сил України. Учасник російсько-української війни. Командир 1 механізованого батальйону 129 овмбр.

## Навчання
У 2016 році завершив навчання в Національній академії Національної гвардії України (НАНГУ).
З 2016 по 2018 р. навчався на заочній формі в Харківському Національному університеті внутрішніх справ.

## Життєпис
Військова служба
В період з 2016 по 2021 проходив службу у військовій частині 3011 НГУ. Пройшов шлях від командира взводу до першого заступника командира-начальника штабу 1-го патрульного батальйону військової частини 3011 НГУ. Приймав участь в АТО.

## Війна на сході України
З початку повномасштабної російсько-української війни долучився до Сил територіальної оборони ЗСУ.
З травня 2022 р. по квітень 2023 р. заступник командира 235 об ТрО 129 овмбр.
З квітня 2023 р. по липень 2025 р. командир 236 об ТрО 129 овмбр. 
З липня 2025 р. по теперішній час командир 1 механізованого батальйону 129 овмбр.
Виконував бойові завдання на херсонському, авдіївському, старамайорському, курахівському, покровському напрямках.
У квітні 2023 р. для стабілізації положення в районі н.п. Новокалинове (Донецька область) очолив батальйонну тактичну групу. Вжиті ним заходи дозволили зупинити просування противника.
Протягом року, з листопада 2023 р. по листопад 2024 р., керував батальйонним районом оборони на підступах до Великої Новосілки (Донецька область). При активній координації підрозділів, інженерно-фортифікаційної складової, активному використанні засобів БпЛА вдалося досягти стійкості оборони при мінімальних втратах особового складу.
Для забезпечення перегрупування суміжних сил на курахівському напрямку, силами батальйону організував оборону критично важливої смуги, не дозволив противнику замкнути кільце оточення в районі н.п. Успенівка.